# Dolistowo Stare (gromada)
Dolistowo Stare (pod koniec Stare Dolistowo) – dawna gromada, czyli najmniejsza jednostka podziału terytorialnego Polskiej Rzeczypospolitej Ludowej w latach 1954–1972.
Gromady, z gromadzkimi radami narodowymi (GRN) jako organami władzy najniższego stopnia na wsi, funkcjonowały od reformy reorganizującej administrację wiejską przeprowadzonej jesienią 1954 do momentu ich zniesienia z dniem 1 stycznia 1973, tym samym wypierając organizację gminną w latach 1954–1972.
Gromadę Dolistowo Stare z siedzibą GRN w Dolistowie Starym utworzono – jako jedną z 8759 gromad – w powiecie monieckim w woj. białostockim, na mocy uchwały nr 19/V WRN w Białymstoku z dnia 4 października 1954. W skład jednostki weszły obszary dotychczasowych gromad Dolistowo Stare, Dolistowo Stare Kol., Zabiele i Dolistowo Nowe ze zniesionej gminy Jaświły w tymże powiecie. Dla gromady ustalono 23 członków gromadzkiej rady narodowej.
31 grudnia 1961 do gromady Dolistowo Stare przyłączono wsie Radzie i Moniuszki ze znoszonej gromady Smogorówka Dolistowska.
1 stycznia 1969 do gromady Dolistowo (Stare) przyłączono wieś Dzięciołowo ze zniesionej gromady Jatwieź Duża.
Gromada przetrwała do końca 1972 roku, czyli do kolejnej reformy gminnej.
Zobacz też: gmina Dolistowo.